# كانديس ديدييه
كانديس ديدييه (بالفرنسية: Candice Didier)‏ هي متزلجة فنية فرنسية، ولدت في 15 يناير 1988 في ستراسبورغ في فرنسا.

## وصلات خارجية
- كانديس ديدييه على موقع الاتحاد الدولي للتزلج (الإنجليزية)